# باشگاه فوتبال هاونر بولتفلاگ
باشگاه فوتبال هاونر بولتفلاگ (انگلیسی: Havnar Bóltfelag) یک باشگاه فوتبال در توشهاون، جزایر فارو است.
این باشگاه که در سال ۱۹۰۴ تاسیس شده سابقه ۲۳ قهرمانی در لیگ برتر فوتبال جزایر فارو و ۲۶ قهرمانی در جام حذفی فوتبال جزایر فارو را در کارنامه دارد.